# Tallboda
Tallboda är ett område och stadsdel i tätorten Linköping. Från 1950-talet och fram till 1995 utgjorde den en egen tätort. Sedan 2015 räknar SCB orten återigen som en egen tätort.

## Historia
Ursprungligen byggdes området med egnahemsbebyggelse från början i mitten av 1950-talet på gränsen mellan Linköpings stad och Åkerbo landskommun, detta då Åkerbo hade lägre kommunalskatt. 1971 slogs kommunerna samman. Större utbyggnader åt nordost har skett med en- och tvåvånings radhus etappvis med början 1980, vilket fortfarande sker 2012. Gränsen mot den östra grannorten Malmskogen minskar allt mer.
När orten byggdes låg den vid Riksettan, föregångaren till E4, vilket ett antal byggnader i Tallbodas södra delar minner om: Det fanns två bensinstationer, två motell och ett större gatukök liksom två bilverkstäder. När E4 i mitten av 1970-talet flyttades till motorvägen norr om orten började långsamt de vägrelaterade verksamheterna att minska. Under 1980-talet ombildades Shell-bensinstationen till en automatstation. I början av nittiotalet brann Motell Blåklinten ner, och ungefär samtidigt stängdes Shell-automatstationen. 
En loftbod, ursprungligen från gården Lilla Dalhem i Dalhem socken i Tjust, användes fram till början av 1970-talet som kaffestuga. Den flyttades från Dalhem till Tallboda och området vid den dåvarande posten och därmed nära Riksettan år 1958. Efter tiden som kaffestuga användes loftboden en tid som spelhall med bland annat flipperspel, och en tid därefter som presentbutik. År 2005 monterades den ner och flyttades till Landeryds hembygdspark.
Det fanns också en kokosbollfabrik i närheten av gatuköket, denna lades ner i slutet av 1980-talet och är numera bostadshus.

### Befolkningsutveckling
| Befolkningsutvecklingen i Tallboda 1980–2020                      | Befolkningsutvecklingen i Tallboda 1980–2020 | Befolkningsutvecklingen i Tallboda 1980–2020 | Befolkningsutvecklingen i Tallboda 1980–2020 | Befolkningsutvecklingen i Tallboda 1980–2020 |
| ----------------------------------------------------------------- | -------------------------------------------- | -------------------------------------------- | -------------------------------------------- | -------------------------------------------- |
|                                                                   |                                              |                                              |                                              |                                              |
| År                                                                |                                              |                                              | Folkmängd                                    | Areal (ha)                                   |
| 1980                                                              | 1980                                         |                                              | 878                                          |                                              |
| 1990                                                              | 1990                                         |                                              | 1 731                                        | 128                                          |
| 2015                                                              | 2015                                         |                                              | 3 311                                        | 315                                          |
| 2020                                                              | 2020                                         |                                              | 3 334                                        | 387                                          |
| Anm.: Sammanvuxen med Linköping 1995. Utbruten ur Linköping 2015. |                                              |                                              |                                              |                                              |

## Samhället
Förutom enstaka hyreshus sker boendet i bostadsrätter och ägda fastigheter. 
I Tallbodas sydvästra del finns ett mindre centrum, byggt kring 1990 med livsmedelsbutiken Hemköp (f.d. Tempo Tallen), postservice, äldreboende, spelkiosk och pizzerian Europizza (tidigare i samma lokaler har funnits både gatukök och spelcafé). Tallboda Pizzeria låg 100 meter österut innan den slog igen och var ursprungligen ett gatukök som sammanbyggts med posthuset. I den nyare östra delen finns en frisör och i områdets äldsta västra del finns en båthandel, Runi Marin.
Motell Filbyter, i Tallbodas sydvästligaste hörn, har till stor del överlevt tack vare att det är en populär rastplats för långfärdsbussar. Likaså finns den bemannade bensinstationen Tallbodamacken tillhörande St1 kvar. På senare tid har även ett antal mindre bilhandlare etablerat sig i anslutning till bensinstationen.

## Skolor
I Tallbodaskolan går 140 elever i mellanstadiet. Skolan byggdes som låg- och mellanstadieskola i början av 1970-talet. 2017 revs skolan ned för bygge av en ny och större skola. 2019 invigdes den nya skolan. Ekdungeskolan i ortens östra del byggdes i slutet av 1990-talet, här går förskoleklass upp till årskurs tre. En viss tillbyggnad av skolan skedde i början av 2010-talet.

## Idrott
Tallbovallen (fram till 1993 Tallbodavallen) är en idrottsanläggning i centrum av stadsdelen. Den erbjuder en gräsplan för seriefotboll och en grusplan. I nordost finns KIA Arena (tidigare Lecavallen) med en gräsplan och i ett skogsparti i öster finns ett 2,2 km långt elljusspår. Det finns även en tredje fotbollsplan som går under namnet Lillaplan. Den planen används bara för knattefotboll.